# Суламанидзе, Илья
Илья Суламанидзе (груз. ილია სულამანიძე; род. 18 июня 2001, Ткибули, Грузия) — грузинский дзюдоист, серебряный призёр летних Олимпийских игр 2024 года, чемпион Европы 2025 года, призёр чемпионата мира 2021 года, серебряный призёр чемпионатов Европы 2023 и 2024 годов.

## Биография
Родился в 2001 году в Грузии. 
В 2018 году принял участие в летних Юношеских Олимпийских играх, которые проходили в Аргентине, где завоевал серебряную медаль. В этом же 2018 году выиграл золото на Кубке Европы среди кадетов в Туле и в Клуже.
В 2019 году завоевал титул чемпиона Европы среди юниоров в Ваантаа, а также стал чемпионом мира среди спортсменов не старше 21 года в Марракеше. 
В 2020 году Илья завоевал титул чемпиона Европы среди юниоров в Порече.
На предолимпийском чемпионате мира 2021 года, который проходил в Будапеште в Венгрии, Илья завоевал бронзовую медаль в весовой категории до 100 кг, победив в схватке за третьем место канадского спортсмена Шади Эль-Нахаса.
На летних Олимпийских играх 2024 года в Париже Илья завоевал серебряную медаль, уступив в финале азербайджанскому спортсмену Зелиму Коцоеву.
В апреле 2025 года на чемпионате Европы в Подгорице завоевал золотую медаль. В финальной схватке победил соперника из Азербайджана Зелима Коцоева.

## Награды
- Орден Чести (2024 год)[4]